# Szürkefejű álszajkó
A szürkefejű álszajkó (Argya cinereifrons) a madarak osztályának verébalakúak (Passeriformes) rendjébe és a Leiothrichidae családjába tartozó faj.

## Rendszerezése
A fajt Edward Blyth angol zoológus írta le 1847-ben. Besorolása vitatott, egyes szervezetek a Garrulax nembe sorolják Garrulax cinereifrons néven.

## Előfordulása
Dél-Ázsiában, Srí Lanka déli részén honos. Természetes élőhelyei a szubtrópusi vagy trópusi síkvidéki és hegyi esőerdők. Állandó, nem vonuló faj.

## Megjelenése
Testhossza 24–25 centiméter, testtömege 70 gramm. Tollazata barna, kivéve szürke fejét.

## Életmódja
Ízeltlábúakkal, csigákkal, gyümölcsökkel és magvakkal táplálkozik.

## Természetvédelmi helyzete
Az elterjedési területe kicsi, egyedszáma 10 000 példány alatti és csökken. A Természetvédelmi Világszövetség Vörös listáján sebezhető fajként szerepel.